# Cornélio Procópio (kommun)
Cornélio Procópio är en kommun i Brasilien.   Den ligger i delstaten Paraná, i den södra delen av landet, 900 km söder om huvudstaden Brasília. Antalet invånare är 46 925.
Följande samhällen finns i Cornélio Procópio:
- Cornélio Procópio

Omgivningarna runt Cornélio Procópio är en mosaik av jordbruksmark och naturlig växtlighet. Runt Cornélio Procópio är det ganska tätbefolkat, med 83 invånare per kvadratkilometer.